# Aveiro (district)
District Aveiro (IPA: [aˈvɐjɾu]) is een district in het noorden van Portugal. Totale oppervlakte van het gebied is 2808 km² en daarmee het 13e grootste district. Het aantal inwoners is 700.964 (2021). Hoofdstad is Aveiro. Het district grenst in het noorden aan Porto, in het oosten aan Viseu, in het zuiden aan Coimbra en in het westen aan de Atlantische Oceaan.
Voor de regio-indeling hoort een deel van het district bij de regio Norte, een ander deel bij de regio Centro.
Het district Aveiro is onderverdeeld in 19 gemeenten (municípios):
- in Centro
Águeda
Albergaria-a-Velha
Anadia
Aveiro
Estarreja
Ílhavo
Mealhada
Murtosa
Oliveira do Bairro
Ovar
Sever do Vouga
Vagos
- in Norte
Arouca
Castelo de Paiva
Espinho
Oliveira de Azeméis
Santa Maria da Feira (Aveiro)
São João da Madeira
Vale de Cambra

## Demografische ontwikkeling
Aveiro · Beja · Braga · Bragança · Castelo Branco · Coimbra · Évora · Faro · Guarda · Leiria · Lissabon · Portalegre · Porto · Santarém · Setúbal · Viana do Castelo · Vila Real · Viseu

Autonome regio's van Portugal: Azoren · Madeira